# 9937 Triceratops
9937 Triceratops è un asteroide della fascia principale. Scoperto nel 1988, presenta un'orbita caratterizzata da un semiasse maggiore pari a 2,3648611 UA e da un'eccentricità di 0,2327960, inclinata di 1,26511° rispetto all'eclittica.